# 天道盟正義會
天道盟正義會，是臺灣三大犯罪組織之一的天道盟旗下的分會。其為2008年1月間，由段樹文等人於桃園縣中壢市（今桃園市中壢區）的八大行業內成立。現今的活動範圍為桃園市和新北市鶯歌區和復興區 。

## 簡介
在2007年間，眾角頭的推舉下，由出身八德的角頭「細鯽仔」段樹文（外省二代，與角頭游國麟、「臭魚」俞中興同發跡，曾列名十大槍擊要犯）與桃園其他地方角頭在中壢市的八大行業內重組勢力。2008年元月，並由天道盟前盟主「圓仔花」鄭仁治的認可下，與天道盟連結，為天道盟桃園地區會系。以八德市東勇北路的「誠泰當舖」為組織總部、中壢市南園二路的「天下當舖」、中原路的「前進當舖」、新屋鄉中華路的「紋身館」等處為分支據點。天道盟正義會成立初期積極在桃園縣南北各鄉鎮市成立分會，已開設當舖、地下錢莊、討債、圍事特種行業、砂石土方、販毒槍枝、賭場簽賭等為收入來源。
近期中壢市中壢分會為了隨時支援各個特種行業特地成立機動部隊以便調動維持收入。此部隊有「周O邵」、「張O通」、「陳O軒」等⋯二十多位成員

## 犯罪事件
2009年農曆年前。正義會新屋組與竹聯幫天龍堂為爭地盤，雙方於新屋鄉海邊火爆械鬥，事後被警方查獲該分會會長保鑣呂O男及黃O瑋擁槍自重遭逮捕。2010年五月，桃園市刑警大隊掃黑專案組針對正義會「龍潭組 新屋組 中壢組」進行專案掃蕩，逮捕張姓幹部等多人。同年7月，桃園檢、警在中壢破獲該會位於普忠路的毒品發貨倉庫，並且逮捕分會黃姓幹部與多名成員。2013年38歲的天道盟正義會，外表清秀斯文，已帶領招收眾多小弟，於地方小勢力，因為人客氣圓滑，地方角頭及幫派份子力拱支持下成為正義會平鎮組領首成員，於桃園中壢以職棒簽賭、酒店圍事、管製品交易等為主收入來源，同時也承包水電工程案。但因涉嫌多起教唆擄人及暴力討債、街頭槍擊案、傷害案件，於2014年元月起桃園縣治安單位的關注，不排除列為掃蕩黑幫的目標之一，並提報該會長等多名重要成員為治平對象。該會除了在各鄉鎮市廣設區域分會外，目前統籌約三十餘組遍佈各區域之中。
2017年「天道盟正義會桃園分會」專門在桃園市桃園、八德、龜山等地區從事暴力討債、持槍圍事、霸佔地盤，壯大幫派組織，在2016年10月間，甄O翔、「小鬼」張O通率10多名成員，分持球棒、鐵條、高爾夫球桿等，連續砸毀桃園區經國路上「晶華養生會館」、「I DO汽車旅館」店內門窗玻璃、燈具、電視、裝潢設備等，以展現「天道盟正義會桃園分會」幫派勢力。而原為幫派的一名劉姓成員，欲脫離「天道盟正義會桃園分會」，其成員「小鬼」、「偉達」、「小朱」、「彥智」等10餘人分持球棒、鐵管等器械，至劉姓成員父親位在桃園市八德區和強路經營的計程車行，砸毀10餘部計程車車窗玻璃，成員「偉達」持黑色手槍，朝車行店面槍擊3發示威警告。
2017年4月「天道盟中壢正義會」丁O淵的手下，酒後於桃園區凱悅KTV，因細故與另一方酒客起口角，並發生鬥毆，丁O淵為幫手下報仇，率「小鬼」張O通等眾多成員前往KTV尋仇未果，再前往大溪區尋仇，過程中，其成員開槍示威並砍、毆傷對方多人、押走1人凌虐。

## 外部連結
- 中華民國司法院法學資料檢索系統（页面存档备份，存于）（繁體中文）